# بوکاوتال
بوکاوتال (به آلمانی: Buckautal) یک شهر در آلمان است که در Ziesar واقع شده‌است. بوکاوتال ۵۱۲ نفر جمعیت دارد.